# Boddam (Shetland)

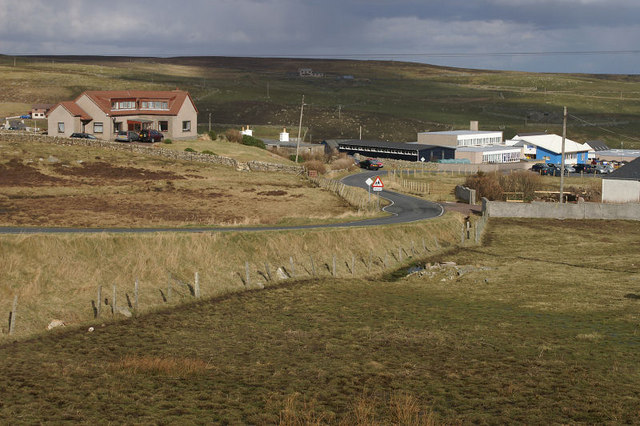
Häuser von Boddam

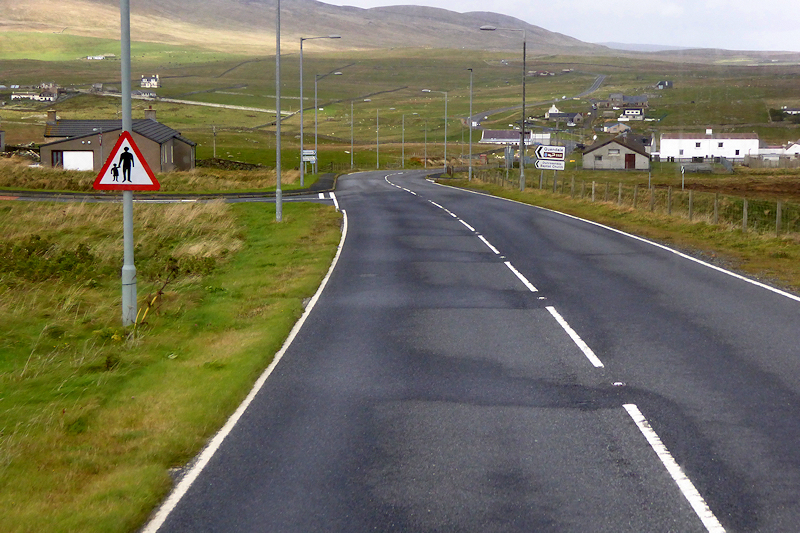
Die Hauptstraße von Boddam

Boddam ist eine Ortschaft, die in Schottland im Süden der Shetlandinseln liegt.

## Geographie
Boddam liegt im Süden von Mainland, in der Nähe der östlichen Küste mit der Bucht Voe und 6,5 Kilometer nördlich Sumburgh. Boddam ist ein Teil von Dunrossness, dessen Zentrum im Südwesten liegt. Weitere Orte in der Nähe sind Longfield im Westen und Skelberry im Nordwesten.

## Historisches
Im Rahmen der historischen Gliederung Schottlands in Civil Parishes zählt Boddam zu Dunrossness.

## Verkehr
In Boddam bildet die A970, die in diesem Abschnitt Sumburgh im Süden mit Lerwick im Norden verbindet, die zentrale Verkehrsachse. Auf sie stoßen zwei regionale Straßen. Die eine ist die B9122, die nach Channerwick im Norden, die andere die C203, die in westlicher Richtung nach Ringasta führt.